# Johnny Key
John Key (sinh ngày 5 tháng 11 năm 1937) là một cựu cầu thủ bóng đá thi đấu ở vị trí trung vệ hoặc tiền vệ cánh. Ông bắt đầu sự nghiệp là cầu thủ trẻ tại Fulham và thi đấu chuyên nghiệp cho câu lạc bộ từ năm 1958 đến năm 1966, thi đấu 163 trận quốc nội và ghi 29 bàn thắng. Ông có 181 lần ra sân trên mọi đấu trường cho Fulham, ghi 37 bàn thắng. Ông chuyển đến Coventry City năm 1966, nơi ông thi đấu 28 trận và ghi 7 bàn thắng trong hai mùa giải. Ông kết thúc sự nghiệp năm 1969 sau 2 năm tại Leyton Orient, nơi ông chỉ thi đấu 10 trận.